# Mario Gatto
Mario Gatto (Frignano, 27 luglio 1944) è un politico italiano.

## Biografia
Esponente del Partito Socialista Italiano, viene eletto alla Camera dei deputati nel 1994 coi Progressisti in Campania. Dopo lo scioglimento del PSI, aderisce alla Federazione Laburista. 
Alle elezioni politiche del 1996 viene rieletto alla Camera nel collegio uninominale di Aversa per L'Ulivo. Successivamente aderisce ai Democratici di Sinistra.